# Fulakora celata
Fulakora celata es una especie de hormiga del género Fulakora, familia Formicidae. Fue descrita científicamente por Mann en 1919.
Se distribuye por Islas Salomón. Se ha encontrado a elevaciones de hasta 1524 metros.